# Acanthoponera

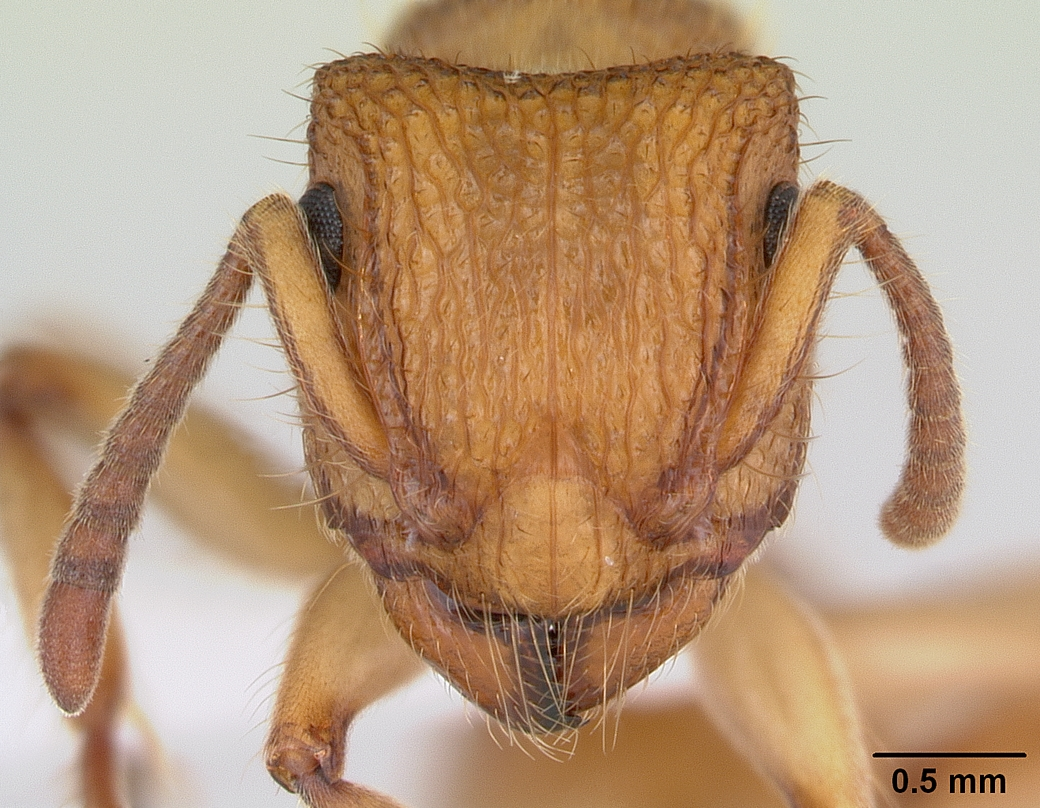
Acanthoponera mucronata

Acanthoponera (лат.) — род мелких муравьёв (Formicidae) из подсемейства Ectatomminae.

## Распространение
Неотропика.

## Описание
Мелкие и среднего размера муравьи (длина 5-10 мм), гнездящиеся в почве. Усики 12-члениковые (булава из 4-5 сегментов). Нижнечелюстные щупики 6-члениковые, нижнегубные щупики состоят из 4 сегментов (формула щупиков 6,4). Жвалы с 6-9 зубчиками. На средних и задних гленях по одной гребенчатой шпоре. Глаза развиты, среднего размера, расположены в заднебоковой части головы. Заднегрудка и петиоль с длинными шипами.

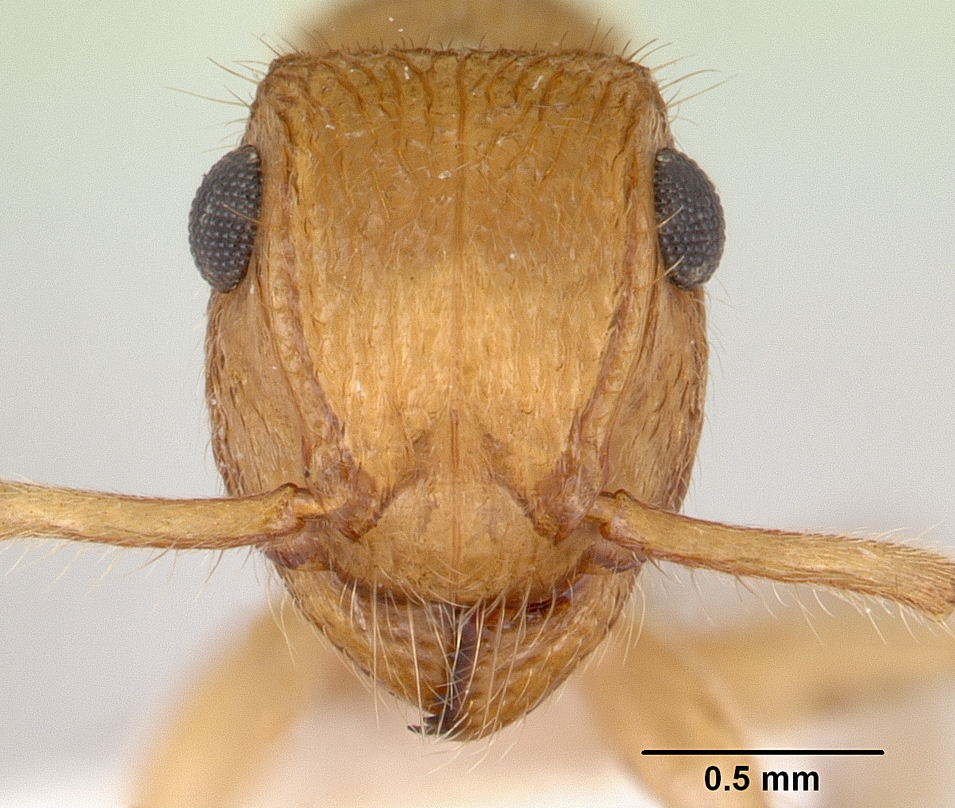
Acanthoponera minor
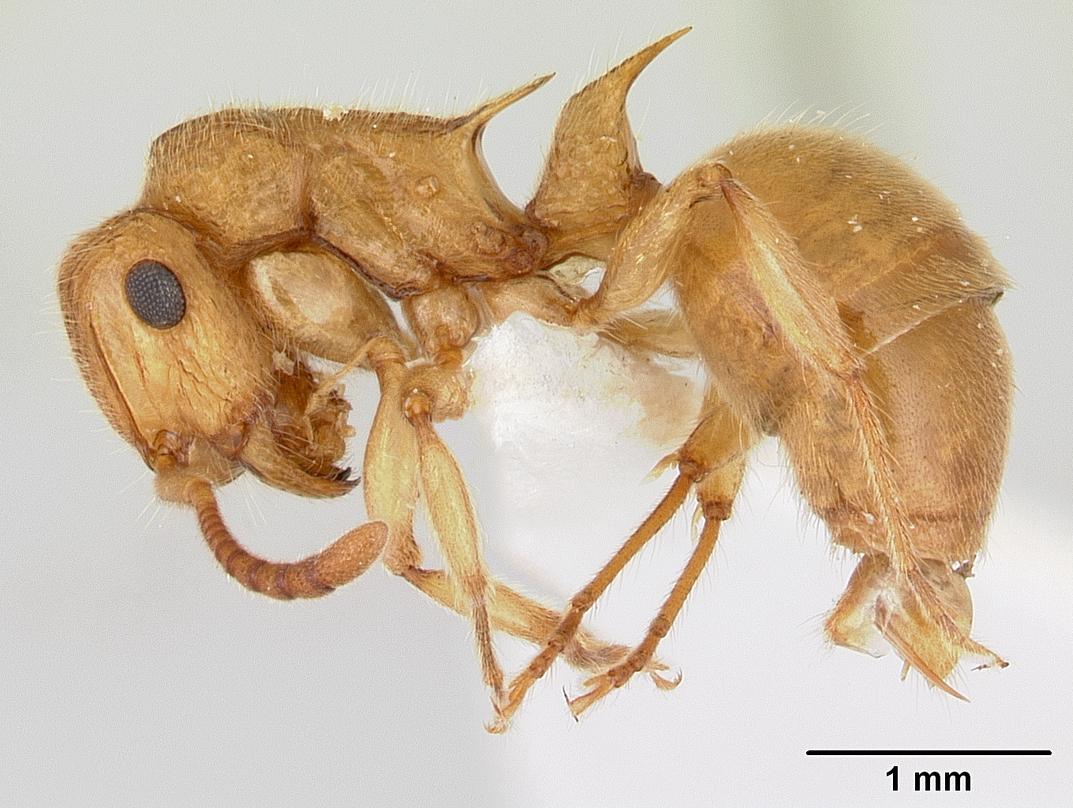
Acanthoponera minor
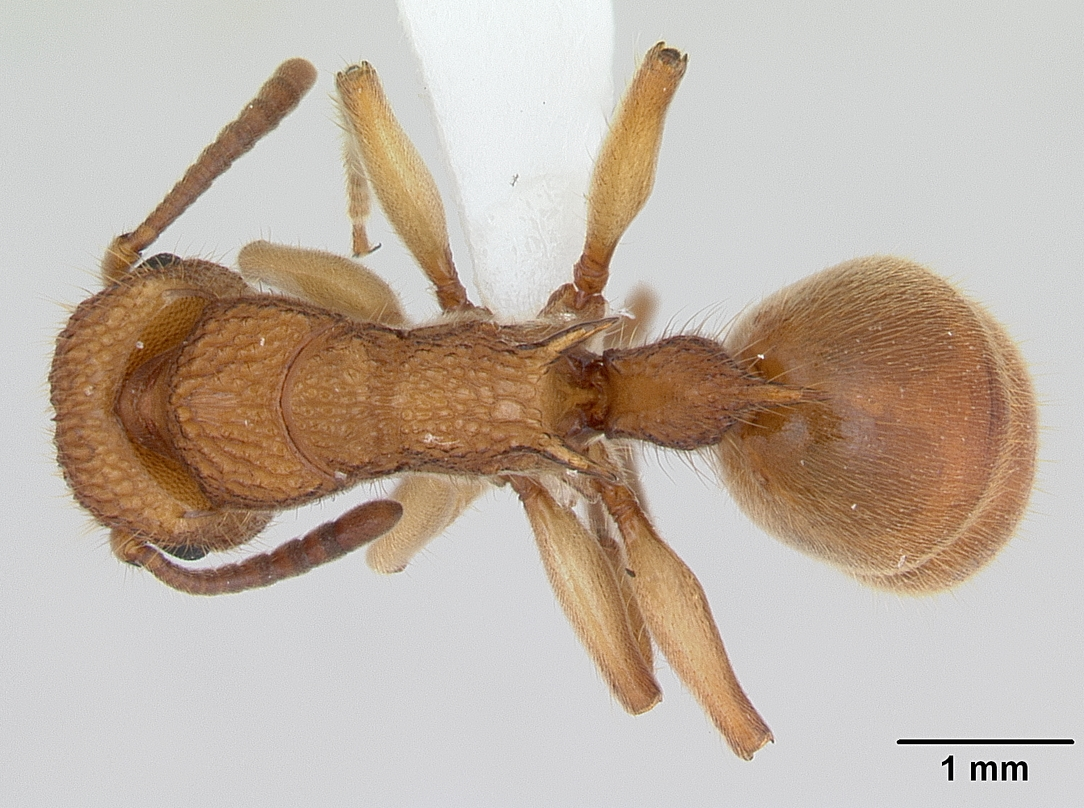
Acanthoponera mucronata
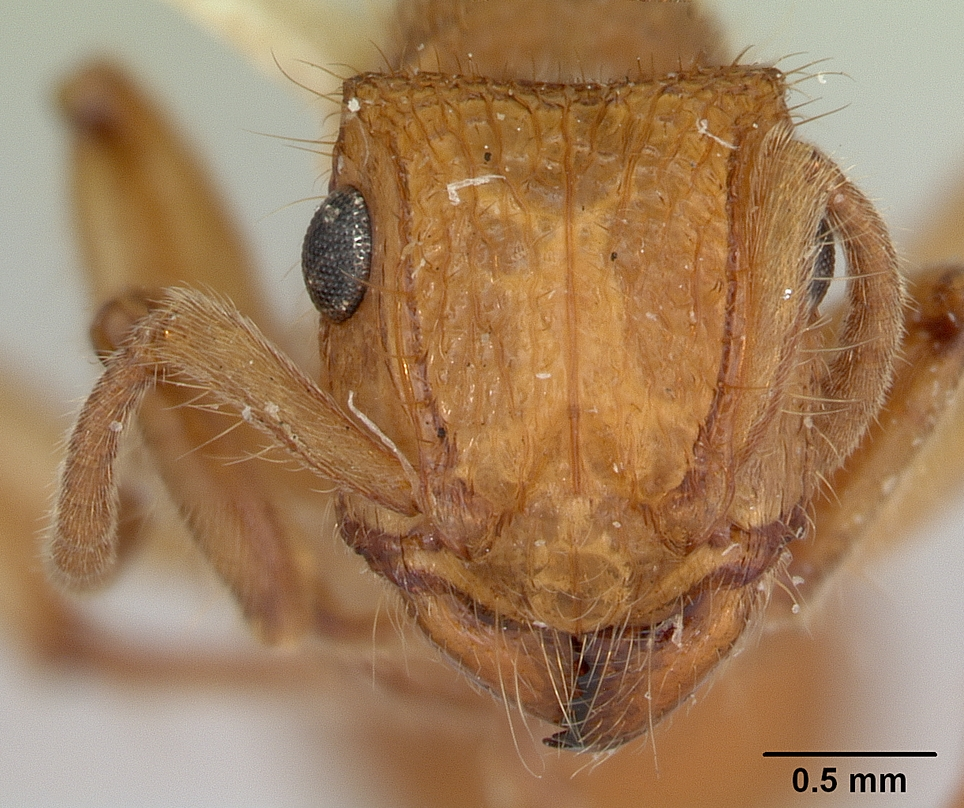
Acanthoponera peruviana

## Систематика
4 вида. Таксон был впервые описан в 1862 году австрийским мирмекологом Густавом Майром в качестве подрода в составе рода Ectatomma. В 1895 году итальянский мирмеколог Карло Эмери придал таксоны родовой статус. Род ранее включали в состав подсемейства Ponerinae (в трибе Ectatommini), Heteroponerinae, теперь его относят к подсемейству Ectatomminae.
- Acanthoponera goeldii Forel, 1912 — Бразилия, Мексика
- Acanthoponera minor (Forel, 1899) — Центральная и Южная Америка
- Acanthoponera mucronata (Roger, 1860) — Южная Америка[6]
- Acanthoponera peruviana Brown, 1958 — Перу, Эквадор